# فرانكلين أوتيس بوث جونيور
فرانكلين أوتيس بوث جونيور (بالإنجليزية: Franklin Otis Booth, Jr.)‏ هو شخصية أعمال أمريكي، ولد في 28 سبتمبر 1923 في باسادينا في الولايات المتحدة، وتوفي في 15 يونيو 2008 في لوس أنجلوس في الولايات المتحدة بسبب تصلب جانبي ضموري.